# 安徽体育运动职业技术学院
安徽体育运动职业技术学院，是一所位于中华人民共和国安徽省合肥市的普通高等专科院校。学校前身为1954年创建的安徽省体育学校，2001年6月26日经安徽省人民政府批准，由安徽省体育运动学校与安徽省体育运动技术学校、安徽省体育科学技术研究所合并，升格成立安徽体育运动职业技术学院。学校主管部门为安徽省体育局，是安徽省第一所体育专业高等学校。

## 院系设置
学校设有10个教学训练系部，13个专业。
- 省体校（中专部）
- 运动训练系
- 社会体育系
- 体育教育管理系
- 基础部
- 思政教学部
- 运动一系（省重竞技中心）
- 运动二系（省体剑中心）
- 运动三系（省武拳中心）
- 运动四系（省球类中心）

## 知名校友
- 邓琳琳：2012年伦敦奥运会平衡木冠军